# Ingeborg Middendorf

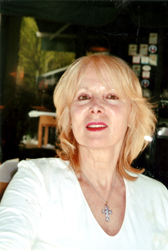
Ingeborg Middendorf

Ingeborg Middendorf (* 1946 in Oldenburg) ist eine deutsche Schriftstellerin.

## Leben und Werk
Ingeborg Middendorf ist geboren und aufgewachsen in Norddeutschland. Sie studierte Germanistik, Philosophie und Theologie. Sie war Lehrerin, ist Mutter von Julian Middendorf (Vater: der Schauspieler, Übersetzer und Autor Hanns Zischler) und lebt als freie Schriftstellerin in Berlin und Irland.
Seit 1972 veröffentlicht sie in Anthologien und in Zeitschriften und Magazinen wie Twen, Gasolin, Kultuhr, Auftritt und TIP. Sie erhielt mehrere Stipendien der Länder Nordrhein-Westfalen und Berlin sowie der Villa Massimo in Rom.

## Auszeichnungen (Auswahl)
- 1978 Förderpreis NRW für den Gedichtband Die Fehlgeburt, Der Abgang
- 1982 Schriftstellerstipendium des Senators für kulturelle Angelegenheiten, Berlin, für den Romanentwurf Das Loch (noch unveröffentlicht)
- 1987 Arbeitsstipendium des Senators für kulturelle Angelegenheiten, Berlin, und Aufenthalt in der Casa Baldi, Italien, zur Fertigstellung des Romanes Die Mißachtung
- 1989 Arbeitsstipendium des Senators für kulturelle Angelegenheiten Berlin zur Fertigstellung des Romanes Bumerang (noch unveröffentlicht)

## Schriften
- Die Fehlgeburt, Der Abgang, Gedichtband, 1978

- Der Besuch, Hörspiel, SFB, 1984
- Etwas zwischen ihm und mir, Kurzgeschichtenband, Maro Verlag 1985; Goldmann Verlag 1985
- Die Migränen der Mutter, Blackbox Maro Verlag, 1988
- Ein heißer Sommer (unter Pseudonym Irene Moret), Scherz Verlag, 1992; Buchclub 1994; Heyne Verlag 1996
- Für Dich mein Freund, Liebesgedichte, Rowohltverlag, Reinbek 1994
- Die Mißachtung, Attempto Verlag, Tübingen 1995
- Perfect Silent Blue, Mitteldeutscherverlag, Halle 2006
- Der Mann, der nicht küsste, Roman, Storia Verlag, München, 2010
- Der Schatten seines Lächelns, dahlemer verlagsanstalt, 2020
- Das weiße Haus am See, dahlemer verlagsanstalt, 2020
- Aber tot bin ich nicht. Gedichte aus sechs Jahrzehnten, dahlemer verlagsanstalt, 2024